# Сибірський панк
Сибірський панк (або сибірський панк-рок, скорочено — сібпанк, також має найменування сибірський андеграунд) — музично-поетичний рух, що склався в 1980-х роках в різних містах Сибіру, таких, як Омськ, Тюмень і Новосибірськ . Сибірський панк являв собою коло андеграундних музикантів, які були повязані не лише географічною близькістю і особистими контактами, а й спільністю естетичних ідей, відрізняючихся від естетики рок-музики, що формувалася в Москві, Ленінграді та Свердловську .

## Особливості
Сибірський панк виділяють текстоцентризм (значна частина музикантів цього кола сприймається як поети специфічної оригінальної традиції) , зневажливе ставлення до зовнішньої атрибутики панк-року (мелвеар ссилка на нацистський - російських фашистів - фейк - інтерв'ю письменника та режисера Козлова - вірніш, у цьому відео - не він - та не його інтерв'ю. як і не він на ютубі у такому інтерв'ю) і його карнавальної естетики , яку замінила естетика юродства, радикальний антитоталітаризм і філософська спрямованість, в музичному плані — найчастіше «брудний», шумовий звук . До кінця 1980-х років характерною рисою сибірського панка стала відкритість російського фольклору, деяке " почвенничество « .
Ілля Кукулін, розглядаючи сибірський панк як напрямок рок-поезії, називає найважливішою його особливістю нове ставлення до культурних традицій. Поети і музиканти цього напрямку парадоксально використовують цитати і алюзії та переосмислюють їх, змушуючи звучати в незвичному контексті . Існуючи в міфологічному середовищі російського і радянського фольклору, сибірський панк „перепривласнює“ традицію, »" зрушена « міфологема стає способом поставити особисте, екзистенціальне питання світу» .

## Виникнення

Єгор Лєтов (2000), Роман Неумоєв і Олег Судаков (2009)

Ключовою фігурою, людиною, що вплинула на появу сибірського панку як руху став омський музикант Єгор Лєтов, якого ще називали «голосом покоління» . Він так чи інакше брав участь у записі більшості сибірських рок-груп того періоду (за винятком групи «Калинов мост» яка не відноситься до сибірського панку) . Учасниками створеної ним в середині 1980-х групи «Гражданская оборона» було випущено велику кількість сайд-проектів (« Комунізм», проекти Олега «Манагери» Судакова, Костянтина «Кузі УО» Рябинова і т. д.) .

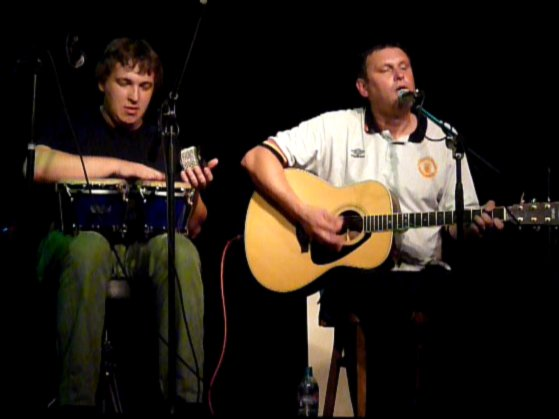
Чорний Лукич. Концерт в клубі Білінгва, 2009 рік

Іншим відомим рок-поетом, посідаюим місце біля витоків сибірського панку, став Роман Неумоєв, чия група «Инструкция по выживанию» дала перший концерт в 1986 році в тюменському рок-клубі, який організував Мирослав Немирів . Зі спілки, що виникла навколо Тюменського рок-клубу, згодом вийшов ряд проектів, серед яких найбільшу популярність здобула група «Чорнозем» . На новосибірській рок-сцені були помічені такі групи, як «Бомж» і «Путти» . У Новосибірську почав свою творчу діяльність і Вадим Кузьмін («Чорний Лукич») . Яскравим представником сибірського панк-року була Янка Дягілєва, зі смертю якої в 1991 році письменник і кінематографіст Володимир Козлов пов'язує кінець сибірського панку як цілісного культурного явища (а за рік до цього Лєтов розпустив «Гражданскую оборону»).
У Барнаулі на самому початку 1990-х років була утворена група «Тёплая трасса» (відома завдяки пісні «Мертвий Світ»), що поєднує сибірський панк з християнською тематикою лірики . В цей же час в Барнаулі почав творчу діяльність Олександр Подорожний, граючий, за власним визначенням, язичницький і шаманський сибірський панк.
Дещо відрізняється від інших груп «Кооператив Ништяк», який починав з гаражного року, але в подальшому встиг попрацювати в багатьох напрямках, в тому числі далеких від панк-року .

## Спадщина і вплив

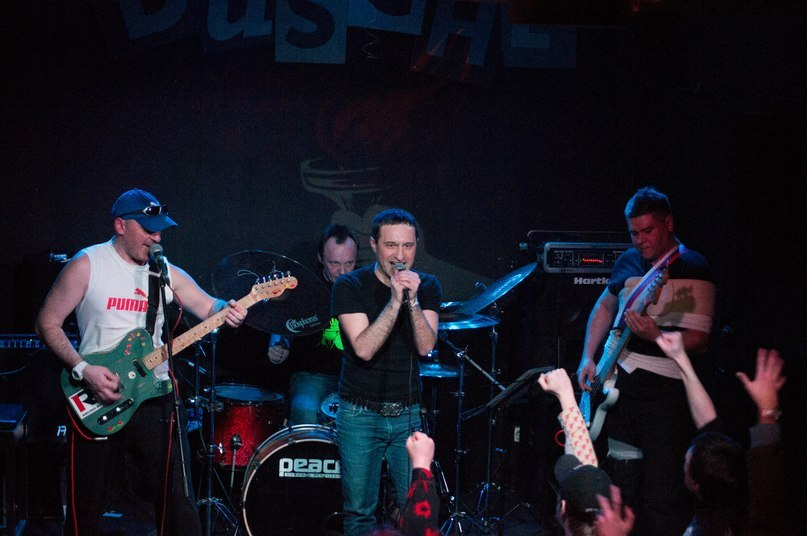
Виступ групи Красные звёзды

На початку дев'яностих років сибірський панк мав сильний вплив на ряд колективів із різних міст Росії та країн СНД . У 1993 році Єгор Лєтов вступив в Націонал-більшовицьку партію, ставши власником партквитка № 4, що вплинуло на створення так званої «коньковської формації» (названої в честь московського району Коньково), учасниками якої були такі групи як «Соломенные еноти», "Банда четырёх та ще декілька колективів . В інших містах на естетику сибірського панка орієнтувалися як мінімум на початковому етапі існування такі виконавці і групи, як Олександр Непомнящий (Іваново), «Красные звёзды» (Мінськ), «Адаптация» (Актобе) і багато інших .
У 1994 році було створено музичний рух «Російський прорив», в рамках якого в країнах колишнього СРСР проходили спільні концерти груп «Гражданская оборона», «Инструкция по виживанию» і «Родина» .
В той же час в Улан-Уде була створена хардкор-група «Оргазм Нострадамуса», яка характеризувалася більшою агресивністю матеріалу та ухилом в гротеск. Колектив вважається однією з останніх груп сибірського панка . У 2018 році одна з пісень групи була включена в російський Федеральній список екстремістських матеріалів .
Пізніше Мирослав Немирів почав працювати над «Великою тюменськуою енциклопедією», ввівши окремий культурний термін — «тюменщики», яким називав представників сибірського андеграунду, так чи інакше пов'язаних з рок-культурою в Тюмені і тюменської культурою в цілому. Першими до руху «тюменщиків» Немирів приписав музикантів групи «Инструкция по выживанию» .
З 2007 по 2013 роки в Москві проходив музичний фестиваль «Вечная весна», орієнтований на традиції сибірського панка .